# Evelyn Marc
Pour les articles homonymes, voir Marc.
Evelyn Marc, née Eveline Pâquerette Eisenschitz le 5 avril 1915 à Angers (Maine-et-Loire) et morte le 16 juillet 1992 à Paris 5e, est une artiste peintre française.

## Biographie
Née le 5 avril 1915 à Angers, Evelyn Marc est la fille des peintres Willy Eisenschitz et Claire Bertrand.
Elle suit des cours de peinture en 1935-1936 dans une université américaine, puis elle étudie à Paris dans des académies privées.
Evelyn Marc commence par peindre les paysages de Provence. Elle pratique un art abstrait sous l'influence de ses aînés. Elle peint de façon lyrique et spontanée, avec des effets de matières noyées et de couleurs fondues, comme la période fauve de Kandinsky.
Elle expose à Paris et à Marseille ses œuvres abstraites, d'abord en compagnie des œuvres figuratives de ses parents. Elle expose aussi en 1949 et en 1953 au Salon des réalités nouvelles. En 1951, elle participe à l'hommage à Kupka pour ses 80 ans, en compagnie d'autres peintres comme Neuberth, Goetz, Christine Boumeester. Elle est par ailleurs membre fondateur du Salon Comparaisons, créé en 1954.
Elle se marie en 1949 avec Michel Koch, et est la mère de Délie Duparc (d), peintre et sculpteur née en 1957.

## Expositions
- Paris, Salon des réalités nouvelles, 1949 et 1953.
- Paris, « Une famille de peintres », galerie Allard, 1949, avec ses parents Claire Bertrand et Willy Eisenschitz.
- Anvers, Galerie Horemans, avec Henri Goetz et Christine Boumeester, en 1953[5].
- Paris, Galerie de Beaune, avec Xavier Longobardi en 1953[5].
- Paris, Salon Comparaisons, depuis sa fondation en 1954 ; elle y crée la section art abstrait en 1955[5].
- Musée d'art de Toulon avec Claire Bertrand en 1959, puis en 1977 avec une rétrospective de ses parents[5].
- Dieulefit, « Une histoire de famille », juillet-août 2015, exposition avec Willy Eisenschitz, Evelyn Marc et Délie Duparc[6],[7].